# 望月ヒカリ
望月 ヒカリ（もちづき ヒカリ、1983年2月12日 - ）は、日本のキーボーディスト、ピアニスト、作曲家、編曲家。コーラスを担当することもある。愛知県春日井市出身。

## 略歴
- 神奈川県立鶴見高等学校卒業。
- 専門学校東京ミュージック&メディアアーツ尚美シンガーソングライターコース卒業[1]。
- 2005年、キーボーディストとしてプロデビュー。
- 2006年、庄野真代&HALチャリティコンサートinマニラへの参加を皮切りに、あさみちゆき、香理-kaori-など数多くのライブ、レコーディングに参加。
- 2017年、望月ヒカリに改名。 寺嶋由芙シングル「わたしを旅行に連れてって」で作曲家デビュー。
- 2019年、テレビ東京ドラマ「知らない人んち(仮)」(主演：筧美和子)で 劇伴作曲家デビュー（スキャット後藤とゆかいな仲間たち[2]、チーム制作）

## 来歴・人物
4歳よりエレクトーンを始め、10歳よりパーカッションを始める。
高校の吹奏楽部で、ドラム・パーカッションを担当（部長も務める）。
女性デュオを組み、オリジナル曲で路上ライブを行ったり、バンド活動を行った経験から音楽の道を志す。
専門学校入学と同時にピアノに転向。作詞、作曲を学び、副科では打楽器を専攻。
プライベートでは3児の母でもある。

## 実績

### オリジナル
- 「母になって-結結や-」 - 作詞・作曲・編曲

### お笑い音楽・出演
- NON STYLE LIVE2019「Re:争論~リソウロン~」 -コント内音楽、ピアノ 演奏（1曲のみ）
- 西村ヒロチョの音楽室（2022年7月26日　ヨシモト∞ドーム[4]、同年8月23日、9月27日、10月28日、11月22日）出演・音楽担当
- THE EMPTY STAGE 2023年3月11日〜僕らの架空音楽〜 ミュージックディレクター担当
- 日本テレビ系列「有吉の壁」ブレイクアーティスト選手権　ユニット コーラスブラザー&シスターズ「LOVE LOVE MOTHER ~HAHAHAHAHA~」 リハーサルピアノ伴奏
- 西村ヒロチョライブTHE EMPTY STAGE －僕らの架空音楽－(2023年3月11日) - ミュージックディレクター
- 西村ヒロチョSAXライブ Vol.1(2023年7月23日) - ピアノ
- 温怪談(あったかいだん) ～心温まる怪談～(2024年5月5日、出演 礒部花凛/本渡楓/山根綺/天津飯大郎/ぁみ) - 音楽演奏
- 西村ヒロチョ西村ヒロチョの音楽室(2024年10月29日) - 演奏
- 庄野真代DMLコンサート(2024年10月31日) - 演奏

### ドラマ関連

#### 劇伴-作編曲
- 知らない人んち(仮)〜あなたのアイデア、来週放送されます!〜（2019年11月5日 - 11月26日、テレビ東京） - 劇伴（「スキャット後藤とゆかいな仲間たち」名義）
- 100文字アイデアをドラマにした!（2020年1月7日 - 3月24日、テレビ東京） - 劇伴（「スキャット後藤とゆかいな仲間たち」名義）
- 劇的に沈黙（2021年7月6日 - 9月28日、TOKYO MX） - 劇伴（「スキャット後藤とゆかいな仲間たち」名義）
- フジテレビ「何か“オモシロいコト”ないの?」- 一部SE

#### 劇伴-演奏
- 来世ではちゃんとします（2020年1月9日 - 3月26日、テレビ東京、主演:内田理央） - 劇伴ピアノ演奏（一部）
- イタイケに恋して（2021年7月1日 - 9月9日、日本テレビ・主演:渡辺大知、菊池風磨、アイクぬわら） - 劇伴ピアノ演奏
- 来世ではちゃんとします2（2021年8月12日 - 9月30日、テレビ東京） - 劇伴ピアノ演奏（一部）
- さよなら、ハイスクール（2021年、出演：阿部顕嵐） - 劇伴ピアノ演奏
- 水ドラ25 「ダメな男じゃダメですか?」（2022年2月3日 - 、テレビ東京） - 劇伴ピアノ演奏（一部）
- 何かおかしい（2022年5月31日 - 7月6日、テレビ東京） - 劇伴ピアノ演奏(1曲のみ）
- 来世ではちゃんとします3（2023年1月4日 - 3月22日、テレビ東京） - 劇伴ピアノ演奏（一部）
- 何かおかしい2（2023年4月5日 - 6月21日、テレビ東京） - 演奏、音楽制作
- 君が、おにぎり好きだから。（2023年3月4日 - 3月25日、中京テレビ）- 劇伴ピアノ演奏
- ラストトリップ（2024年9月20日 - 9月25日、TikTokショードラ）- 劇伴

### アニメ
- プチプチ・アニメ「ぽぽりす&フレンズ▽あこがれのファッションショー」(Eテレ) - 劇伴ピアノ演奏
- プチプチ・アニメ「また、あえたね」(Eテレ) - 劇伴ピアノ演奏
- 東京ガンボ （2020年11月22日より全７回）-音楽（チーム制作「DTMer特殊協同組合」名義）
- ポケモンカタカナ！カンゼンバン！ - 演奏
- 怪談ソング「きみをまだみてるよ」(ポケモンKidsTV) - 演奏
- ポケモンカタカナ！ハマヤラワ！ - 演奏
- ポケモンカタカナ！アカサタナ！ - 演奏
- 怪談ソング「きみをみてるよ」(ポケモンKidsTV) - 演奏

### 楽曲提供
- 寺嶋由芙 Single「わたしを旅行に連れてって」（2017年7月12日）- 表題曲 作曲
- 寺嶋由芙 2nd.Album「きみが散る」 M1「きみが散る」M10「わたしを旅行に連れてって」（2018年4月25日）-作曲[5]

### 舞台
- 舞台 ザ・シェフ ～人生のレシピ～（2021年4月14日 - 18日）- 劇中歌 補作曲・編曲
- 「ガレキの太鼓」複数の演出家と俳優による演劇実験会（2021年8月） - 音楽
- 「ガレキの太鼓」ガレキの太鼓の演劇発表会（2021年8月） - 音楽
- 「ガレキの太鼓」ミュージカル「We can fly」（2021年11月） - 音楽
- 二人芝居「追想曲 カノン」 - ピアノ演奏、協力

### ゲーム/アプリ
- 「すとぷりWith!!(すとうぃず)」BGM8曲 共同制作
- KONAMI『ときめきメモリアル Girl's Side 4th Heart』（Nintendo Switch） -  一部（共作）
- アバター音楽配信アプリtopia「君がいたから」- 作編曲・補作詞・演奏

### アイドル楽曲（演奏、作曲、編曲）
- #ペンタプリズム「閃光リフレクション」 - ピアノ
- Good knight** 「あなたが育てた花」 - ピアノ
- AALA「シャボン玉になれ!」 - ピアノ
- Snow☆Feliz ＜スノーフェリス＞1st Single「君と見上げたあの日の夢」 c/w「憧憬のカノープス」-ピアノ
- 原宿眠眠 「タイムマシンはいらない」 - エレクトリックピアノ、オルガン
- Squall Line 「Happy Merry-Go-Round」- ピアノ
- 恋音契約 「教科書を目隠しにして」- ピアノ
- 花言葉はインフィニティ(Synthesizer Vアイドル)「Enfleurage」- ピアノ
- JamsCollection「君色花火」- ピアノ
- Luce Twinkle Wink☆「輪廻のスーパーノヴァ」- ピアノ
- mini-chu!!!「セピア色の季節」- 作編曲＆Cho
- のーぷらん。「未確定フローティング」 - ピアノ、オルガン

### CM
- 株式会社トゥーコネクト - 作曲
- マミーマート オリジナルBGM ピアノアレンジ - 編曲

### その他
- OB’s with Friends「獅子座の男たち 〜Happy Birthday〜」 - 総監督、キーボード、ボーカル
- 博多大吉ポッドキャスト「いったん、ここにいます！」 #32　今回、いろいろあって阿部ちゃん回です。 - ジングル、BGM提供
- 朝倉さやCover「誕生」(YouTubeコラボ) - ピアノ演奏・アレンジ
- 朝倉さやCover「決意の朝に」(YouTubeコラボ) - ピアノ演奏・アレンジ
- ユリカリパブリック「Diary 」- ピアノ・鍵盤
- 朝倉さや「若者たち」(YouTubeコラボ) - ピアノ演奏・アレンジ
- 朝倉さや「あなたに会えてよかった」(YouTubeコラボ) - ピアノ演奏・アレンジ
- 朝倉さや「あなた」(YouTubeコラボ) - ピアノ
- 庄野真代コンサートinビルボード大阪(2024年2月27日) - シンセサイザー、コーラス
- サントリィ坂本with Friends 西荻窪Terra(2023年12月30日) - ヴォーカル、キーボード
- Lica 吉祥寺シルバーエレファント(2023年12月16日) - キーボード
- The Diamond Lillies しんじゅくキッズミュージアム(2023年12月10日) - 演奏
- 庄野真代DML 山形県庄内響ホール(2023年11月24日) - シンセサイザー、コーラス
- The Diamond Lillies 新宿文化センター大ホール(2023年10月31日) - ピアノ
- 庄野真代 南青山MANDALA(2023年10月26日) - シンセサイザー、コーラス
- Lica、iNAX いわき市街コンメインステージ(2023年10月8日) - キーボード
- lica Live in吉祥寺 shuffle(2023年8月27日) - キーボード
- りゃーライブ・自由が丘hyphen(2023年8月26日) - ピアノ
- 小林奈央ライブ・東京倶楽部(2023年7月29日) - ピアノフォルテ
- 庄野真代コンサート in TOKYO(2023年7月8日) - キーボード、コーラス
- GP hallelujah ゴスペル(2023年7月2日) - ピアノ
- lica Live in吉祥寺 silver elephant(2023年6月25日) - キーボード
- 朝日放送テレビ（ABC）朝だ!生です旅サラダ - アコーディオン